# Hjalmar Andersen
Hjalmar Andersen, també conegut com a "Hjallis" Johan Andersen, (Rødøy, Noruega, 12 de març de 1923 - Oslo, 27 de març de 2013) fou un patinador de velocitat sobre gel que va destacar en els Jocs Olímpics d'Hivern de 1952.

## Biografia
Va néixer el 12 de març de 1923 a l'illa de Rødøy, situada al comtat de Nordland. La seva família s'establí a la ciutat de Trondheim, on va començar a practicar el patinatge de velocitat sobre gel.
El 25 de març de 2013 va patir una greu caiguda a casa seva a Tønsberg. Va ser traslladat d'urgència a l'hospital, però ja no va recuperar la consciència. Va morir dos dies després, el 27 de març, dues setmanes després del seu 90è aniversari. La cerimònia funerària va tenir lloc a la catedral de Tønsberg el 4 d'abril de 2013 i va comptar amb la presència del rei Harald V i del primer ministre de Noruega, Jens Stoltenberg, que va pronunciar un discurs.

## Carrera esportiva
Va fer el seu debut internacional als Jocs Olímpics d'Hivern de 1948 celebrats a Sankt Moritz, on participà en la prova de 10.000 metres, cursa que per culpa de les condicions meteorològiques del moment no finalitzà.
A principis de la dècada del 1950 es convertí en el millor patinador del món en aconseguir guanyar les edicions de 1950, 1951 i 1952 del Campionat del Món de patinatge de velocitat sobre gel, aconseguint alhora convertir-se en aquells mateixos anys en Campió d'Europa i Campió de Noruega. L'any 1952 aconseguí l'èxit en els Jocs Olímpics d'hivern disputats a Noruega, aconseguint la medalla d'or en les proves de 1.500, 5.000 i 10.000 metres.
Participà en els Jocs Olímpics d'Hivern de 1956 disputats a Cortina d'Ampezzo, on finalitzà 11è en la prova de 5.000 metres i 6è en la de 10.000 metres. El 1951 li fou atorgat el premi Egebergs Ærespris.

### Rècords del món
Al llarg de la seva carrera establí els següents rècords:
| Prova    | Temps   | Data                 | Seu       |
| -------- | ------- | -------------------- | --------- |
| 10.000 m | 16:57.4 | 6 de febrer de 1949  | Davos     |
| 5.000 m  | 8:07.3  | 13 de gener de 1951  | Trondheim |
| 10.000 m | 16:51.4 | 27 de gener de 1952  | Gjøvik    |
| 10.000 m | 16:32.6 | 10 de febrer de 1952 | Hamar     |

Font: SpeedSkatingStats.com

### Rècords personals
| Prova    | Temps   | Data                 | Seu               | Rècord del món |
| -------- | ------- | -------------------- | ----------------- | -------------- |
| 500 m    | 43.7    | 13 de gener de 1951  | Trondheim-Stadion | 41.8           |
| 1.000 m  | 1:30.6  | 2 de febrer de 1954  | Davos             | 1:28.4         |
| 1.500 m  | 2:16.4  | 6 de febrer de 1949  | Davos             | 2:13.8         |
| 3.000 m  | 4:49.6  | 30 de gener de 1954  | Davos             | 4:40.2         |
| 5.000 m  | 8:06.5  | 29 de gener de 1956  | Lagua Misurina    | 7:45.6         |
| 10.000 m | 16:32.6 | 10 de febrer de 1952 | Hamar-Stadion     | 16:51.4        |